# Heinkel He 112
L'Heinkel He 112 era un aereo da caccia con configurazione alare ad ala di gabbiano rovesciata prodotto dall'azienda tedesca Ernst Heinkel Flugzeugwerke AG negli anni trenta ed entrato in servizio poco prima dello scoppio della seconda guerra mondiale.
Perse la competizione contro il Messerschmitt Bf 109 durante il concorso per il riequipaggiamento della Luftwaffe nel periodo antebellico. Il risultato fu che venne prodotto in un centinaio di esemplari contro i circa 33 000 del rivale, pur trattandosi tuttavia di una macchina con buone qualità. I caccia Heinkel vennero acquistati in un buon numero di esemplari da paesi stranieri, senza tuttavia riuscire a diventare una macchina di successo.

## Storia del progetto
Nel 1934 il Reichsluftfahrtministerium emise un bando per dotare la Luftwaffe di un aereo da caccia che andasse a sostituire gli oramai sorpassati caccia biplani Arado Ar 68 ed Heinkel He 51. Il nuovo velivolo doveva essere un monoplano con carrello d'atterraggio retrattile, capace di raggiungere i 400 km/h grazie al nuovo motore Junkers Jumo 210 12 cilindri a V rovesciata, e doveva raggiungere la quota di tangenza massima di 6000 m in un tempo di salita di 7 minuti. Non si trattava di requisiti difficili da soddisfare, così alla richiesta risposero la Arado Flugzeugwerke GmbH con l'Ar 80, la Heinkel Flugzeugwerke AG con il suo He 112, la Messerschmitt AG con il Bf 109 e la Focke-Wulf Flugzeugbau AG con il Fw 159.
Il carico alare richiesto alla Heinkel era di un valore non superiore a 100 kg per metro quadrato, ma questo portò a una superficie alare troppo grande per avere buone prestazioni, mentre il velivolo aveva l'abitacolo aperto e altre caratteristiche ormai superate. La superficie alare fu modificata portandola a 21,6 m², e anche così il confronto con il Bf 109 all'inizio del 1936 lo vide soccombere senza appello.
Il velivolo venne via via modificato con numerosi prototipi che comportarono il passaggio all'abitacolo chiuso e anche alla riduzione della superficie alare, portata a 17 m². Nel frattempo il motore Kestrel del primo prototipo venne sostituito dallo Jumo 210B, e ad un certo punto la designazione passò dal "V" del prototipo a quella di preserie A-0, per poi passare con la riduzione dell'ala al modello B-0, del luglio 1937.

## Tecnica
Si trattava di un velivolo monoplano, metallico, a carrello retrattile ed abitacolo chiuso. Il disegno era massiccio ma molto arrotondato per migliorare l'aerodinamica, a scapito della facilità di produzione.
Il motore adottato per gli aerei di serie era lo Jumo 210Ea, coi cilindri disposti in linea e dotato di compressore per le alte quote. Il radiatore era sistemato nel cofano con un'ingombrante presa d'aria appena sotto il muso. La capacità di carburante era di circa 320 litri, che consentivano un'apprezzabile autonomia.
L'ala trapezoidale aveva una struttura a W per avere un carrello meno ingombrante quando era ripiegato nell'ala. Il carrello si ripiegava verso l'esterno e scompariva completamente nello spessore alare.
Il pilota aveva un abitacolo che consentiva un campo visivo eccellente. L'antenna radio era sistemata in maniera integrata nell'abitacolo, essendo stipata nella struttura posteriore del tettuccio.
L'armamento si basava su due cannoni MG FF calibro 20 mm con 120 colpi complessivi e due MG 17 con 1000 colpi in totale e alloggiate nel muso. Curiosamente queste ultime non erano disposte nella parte superiore della fusoliera ma ai lati, soluzione motivata dalla copertura del motore molto "attillata". I tre esemplari ungheresi, forniti armati solo delle MG 17 ma privi dei Oerlikon FFs alari, che i tedeschi si erano rifiutati di fornire, ricevettero due Gebauer 1939.M in calibro 8 × 56 mm R. Infine potevano essere trasportate 6 bombe a frammentazione (antiuomo) da 10 chili.

## Impiego operativo
L'aereo entrò in servizio limitato in Germania, con una piccola forza aerea di una dozzina di esemplari ricavata dagli ordini giapponesi durante il periodo di crisi che culminò nella Conferenza di Monaco, dopo di che vennero sostituiti con altrettanti Bf 109C. Infatti la Marina imperiale giapponese ("Dai-Nippon Teikoku Kaigun"), da tempo in buoni rapporti con la Heinkel, rimase interessata al progetto al punto da ordinarne diversi esemplari. Contrariamente infatti da quanto sostenuto da fonti più datate, la Marina giapponese fu alla fine il maggior acquirente del velivolo, con oltre una trentina di esemplari consegnati, inclusi diversi prototipi ed aerei di preserie. In Giappone il velivolo ebbe la denominazione ufficiale A7He, il che porterebbe a ritenere che potesse essere stato considerato quale possibile successore del Mitsubishi A6M "Zero", all'epoca in corso di sviluppo. La stessa sigla venne comunque utilizzata anche per il successivo He 100, il che contribuisce ad aumentare l'incertezza sull'impiego del velivolo. Sembra comunque che venne creata una squadriglia sperimentale per la valutazione del velivolo, ma che non venne mai impiegata in combattimento, anche se gli Alleati assegnarono al He 112 il nome in codice "Jerry". Dopo la valutazione, si ritenne che l'aereo non soddisfacesse i requisiti richiesti, quindi non ne furono effettuati ulteriori ordinativi e gli esemplari rimasti vennero utilizzati per ricerche od addestramento dei piloti fino a guerra inoltrata. Un solo esemplare venne ritrovato, privo del motore, dalle forze di occupazione statunitensi dopo la guerra.
L'Austria avrebbe voluto acquistare 42 macchine, ma l'annessione alla Germania cambiò radicalmente la situazione.
Agli spagnoli, dopo tre dei prototipi inviati per valutazione, il primo dei quali nell'ambito della Legione Condor, vennero venduti 19 apparecchi, usati prevalentemente e con successo per l'attacco al suolo dato l'armamento e la robustezza. Venne ottenuta un'unica vittoria aerea, ma sopravvissero quasi tutti al conflitto. Inoltre uno di essi abbatté addirittura un Lockheed P-38 Lightning che aveva sconfinato nel Marocco spagnolo nel 1943.

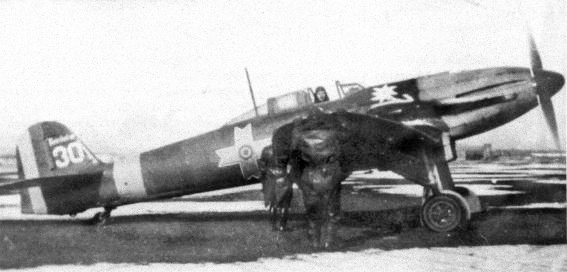
Un Heinkel He 112B-2/U2 in livrea FARR in sosta all'aeroporto di Focșani.

La Romania ottenne 13 esemplari con un ordine dell'inizio 1939, che vennero presto seguiti da altri 17 con motore Jumo 210G ad iniezione. Uno di essi apparve nel film Squadriglia Bianca. Ottennero le prime due vittorie aeree dell'aviazione rumena contro i Polikarpov I-16 durante il primo giorno di guerra, il 22 giugno 1941. Gli He 112B rumeni vennero principalmente usati per l'attacco al suolo durante il primo anno di guerra, anche se ottennero qualche altra sporadica vittoria, venendo decimati dalla contraerea. Gli aerei rimasti, dopo qualche infruttuoso tentativo come caccia notturni, vennero infine destinati all'addestramento.
Un ordine ungherese per ventiquattro macchine venne esaudito solo in parte (tre soli velivoli consegnati) e con un ritardo notevole, sia perché la Heinkel si trovava in ritardo con le consegne, sia perché la tensione tra ungheresi e rumeni stava quasi sfociando in un conflitto per il possesso della Transilvania che la Germania non aveva interesse ad alimentare. Gli ungheresi ottennero infine la licenza di costruzione ed avrebbero dovuto produrne una versione nazionale, ma questo non avvenne: un'altra volta ancora un incidente di volo pose fine al programma, per cui decisero invece di impiegare le proprie risorse per il Bf 109G.

## Versioni
La Heinkel credeva molto in questo velivolo e nel suo potenziale di sviluppo, per cui molto impegno venne profuso dalla Heinkel per il suo miglioramento, più di quanto venne fatto contemporaneamente dalla Messerschmitt per il Bf 109. Quelle che sarebbero dovute essere le versioni di serie, ovvero gli He 112 B, erano alquanto differenti, anche strutturalmente, rispetto ai primi prototipi e la preserie. Il limitato successo di vendite all'estero e le mancate commesse statali in patria risultarono una grossa perdita per la ditta. D'altro canto la perdita di diversi prototipi e versioni sperimentali impedì al velivolo di dimostrare ai potenziali acquirenti le proprie potenzialità.
La bibliografia esistente su questo velivolo è talvolta contraddittoria riguardo alle versioni realizzate, anche perché per molti anni, dato l'interesse limitato che questo argomento ha rivestito, si è continuato a tramandare da una pubblicazione all'altra informazioni ormai date per certe senza ulteriori approfondimenti. Studi più recenti basati su fonti originali hanno comunque fugato molte ombre. Le versioni realizzate di He 112 risultano quindi essere:
- He 112 V1: progetto originario con il motore Kestrel e con l'ala da 23 m², poi dotato dell'ala ridotta
- He 112 V2: primo prototipo dotato di motore Jumo 210 ed armamento, andato poi perduto
- He 112 V3: in seguito parzialmente ricostruito con nuove ali, fusoliera, impennaggi e cabina chiusa con tettuccio a goccia
- He 112 A-0: ridesignazione dei prototipi di prima generazione (V4-V6, l'ultimo inviato in Spagna) e preserie di sei esemplari, due dei quali venduti al Giappone e due modificati come He 112 C-0 Trägerflugzeug, previsti quali caccia imbarcati
- He 112 V7: motore DB 600, inizialmente previsto come prototipo della serie B
- He 112 V8: motore DB 600, poi inviato in Spagna per valutazione
- He 112 V9: Motore Jumo 210, prototipo della serie B, ala ridotta a 17 m², inviato prima in Spagna e poi in Ungheria dove andò distrutto
- He 112 V10: motore DB601, andato perduto per incidente
- He 112 V11: previsto per il montaggio del motore Jumo 211, venne infine montato il DB 600 e venduto al Giappone
- He 112 V12: motore Jumo 210Ga ad iniezione diretta, prototipo della serie B-2
- He 112E: con questa denominazione (Export) la ditta indicava collettivamente tutti i velivoli della serie B, destinati all'esportazione. A seconda del motore impiegato, si suddividevano in:
  - He 112 B-0: motore Jumo 210C, sei esemplari inviati in Giappone
  - He 112 B-1: motore Jumo 210Ea, la versione prodotta in maggiore quantità, 50 esemplari venduti in Giappone, Spagna, Romania ed Ungheria
  - He 112 B-2: motore Jumo 210Ga, 25 esemplari venduti a Spagna e Romania

Inoltre possiamo considerare:
- He 112 R: ridenominazione non ufficiale di vari prototipi equipaggiati sperimentalmente con motori a razzo
- He 112 U: prima denominazione, ripresa in seguito per cercare di promuoverne le vendite all'estero, del nuovo velivolo completamente riprogettato poi ufficialmente denominato He 100.

La produzione totale di He 112, compresi i prototipi, risulta essere di 98 esemplari, anche se fonti più datate ne considerano 104.

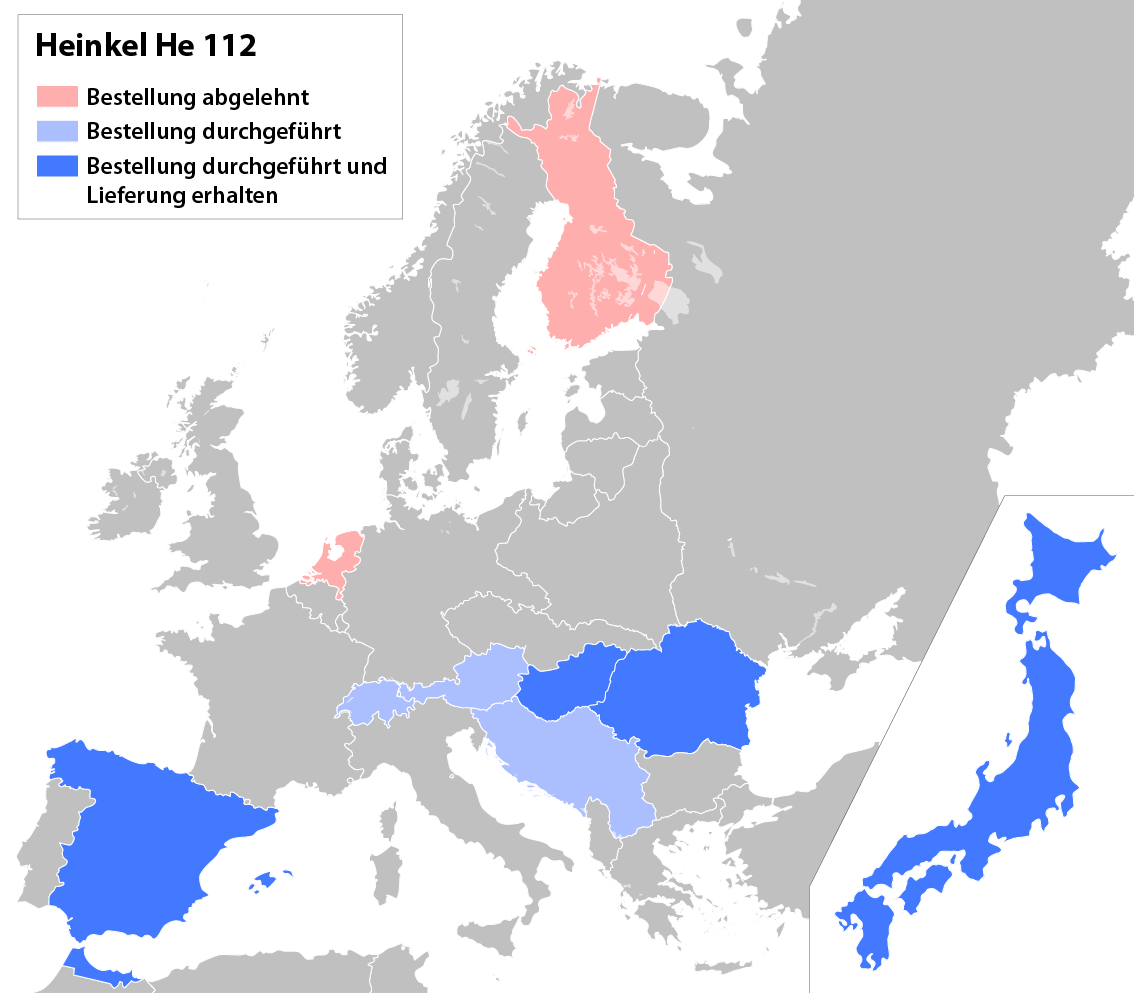

## Utilizzatori
Germania
- Luftwaffe
  - Legione Condor

 Romania
- Forțele Aeriene Regale ale României

 Spagna
- Aviación Nacional

 Ungheria
- Magyar Királyi Honvéd Légierő (sperimentale)

 Giappone
- Dai-Nippon Teikoku Kaigun Kōkū Hombu (sperimentale)